# Municipio de South Linn
El municipio de South Linn (en inglés: South Linn Township) es un municipio ubicado en el condado de Christian en el estado estadounidense de Misuri. En el año 2010 tenía una población de 238 habitantes y una densidad poblacional de 2,67 personas por km².

## Geografía
El municipio de South Linn se encuentra ubicado en las coordenadas 36°51′25″N 93°7′17″O / 36.85694, -93.12139. Según la Oficina del Censo de los Estados Unidos, el municipio tiene una superficie total de 89.25 km², de la cual 89,25 km² corresponden a tierra firme y (0 %) 0 km² es agua.

## Demografía
Según el censo de 2010, había 238 personas residiendo en el municipio de South Linn. La densidad de población era de 2,67 hab./km². De los 238 habitantes, el municipio de South Linn estaba compuesto por el 94,54 % blancos, el 0,84 % eran afroamericanos, el 0,42 % eran amerindios, el 0,42 % eran isleños del Pacífico, el 2,52 % eran de otras razas y el 1,26 % eran de una mezcla de razas. Del total de la población el 1,68 % eran hispanos o latinos de cualquier raza.